# 出羽峠
出羽峠（でわとうげ）は、山形県尾花沢市と宮城県加美郡加美町を結ぶ峠である。標高766m。吹越という別名でも知られている。

## 概要
国道347号鍋越峠宮城県側県境付近から北に分岐し、尾花沢市行沢へと至る峠である。中羽前街道であり、仙台藩の番所が置かれた軽井沢越（銀山越）の間道という位置づけであったが、急峻であった周囲の峠に比べ、荷駄が越えられる程度の安全な峠であったため、幕藩時代には寒風沢番所が置かれた時期もあった。
鍋越峠に車道が作られてから急速に衰退し、現在は峠越えや、頂上から稜線上を翁山へと向かう登山道として利用される程度だが、東北電力の宮城変電所（加美町中新田）から新庄変電所（大蔵村）とを結び、山形県内陸地方に女川原子力発電所の電力を供給する幹線である陸羽幹線が通っており、その維持管理のため比較的整備された登山道となっている。
峠の周囲には、湯殿山の石碑や商人沼などがあり、昔の人が行きかった道であったことが偲ばれる。